# Der Blaue Reiter
Der Blaue Reiter (letteralmente "il cavaliere azzurro" o "il cavaliere blu") fu un gruppo di artisti formatosi a Monaco di Baviera nel 1911 e attivo fino al 1914, ovvero fino allo scoppio della prima guerra mondiale che ne causò la dispersione. Fu il secondo in senso temporale dei due nuclei fondamentali dell'espressionismo tedesco, dopo Die Brücke fondato a Dresda nel 1905. Il gruppo non ebbe un vero e proprio manifesto, ma pubblicava un bollettino che portava lo stesso nome del gruppo e che si caratterizzò sin dall'inizio in senso cosmopolita e interdisciplinare. L'attivismo di Kandinskij e del suo gruppo, lungi dal caratterizzarsi in senso politico (come era accaduto a Die Brücke), si avvicinava piuttosto all'atteggiamento dei Fauves francesi, per un fondamentale senso lirico e gioioso della vita.

## Profilo generale

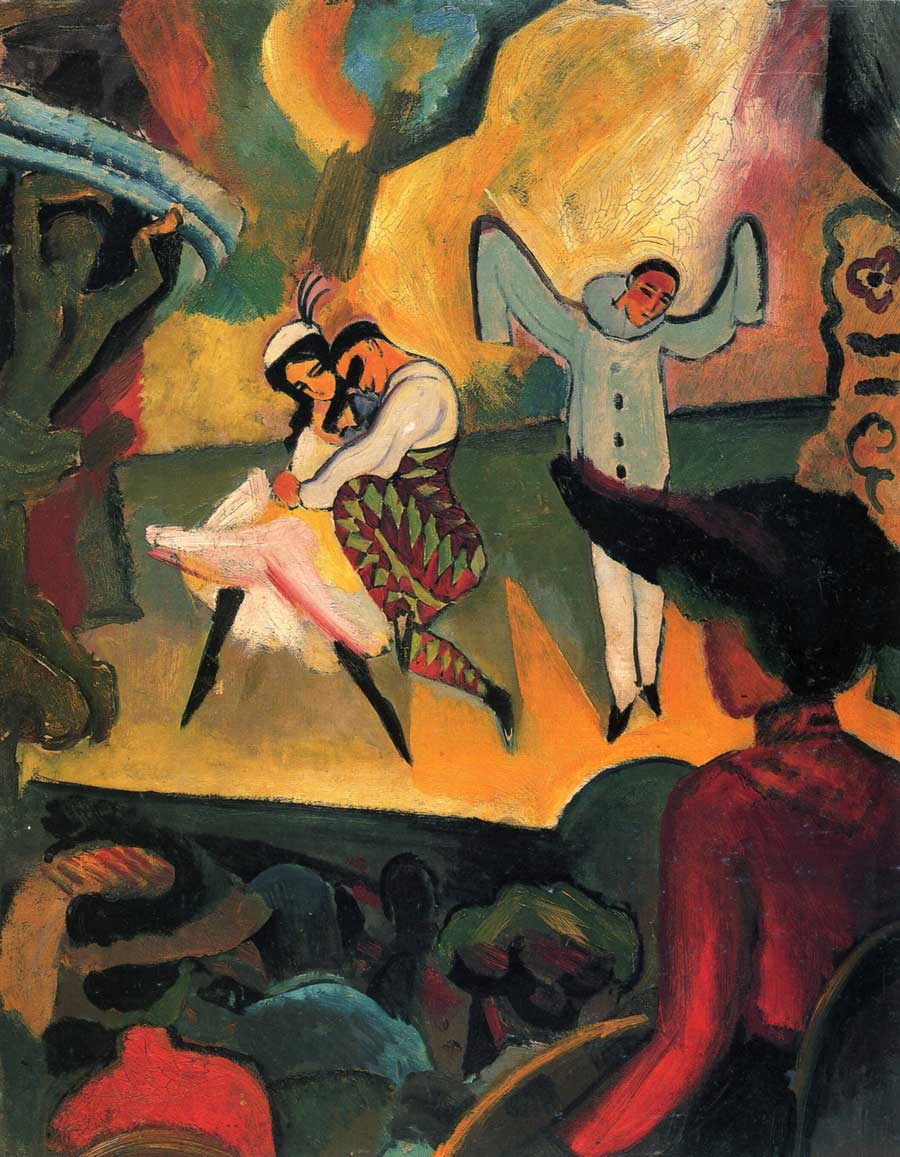
Balletto russo (August Macke) (Russisches Ballett), 1912.

Vasilij Kandinskij, Franz Marc, Paul Klee, August Macke, Alexej von Jawlensky, Marianne von Werefkin, Gabriele Münter ed altri fondarono il gruppo in risposta all'esclusione da una mostra, da parte della Neue Künstlervereinigung (Nuova Unione degli Artisti, un altro gruppo di cui Kandinskij era membro), del quadro di Kandinskij Il giudizio universale. Il gruppo, che non aveva un manifesto esplicito, era centrato attorno a Kandinskij e Marc.
Il nome, Der Blaue Reiter, ebbe origine dalla passione di Kandinskij per il colore blu e dall'amore di Marc per i cavalli. Per Kandinskij, il blu è il colore della spiritualità, più è scuro e più risveglia l'umano desiderio per l'eterno (si veda il suo libro On the Spiritual in Art, 1912). Kandinskij aveva inoltre creato un'opera d'arte con lo stesso nome (Der Blaue Reiter) nel 1903.
Nel 1911 e 1912 Der Blaue Reiter organizzò delle mostre che fecero il giro della Germania. Pubblicò inoltre un almanacco che presentava arte contemporanea, primitiva e popolare insieme a dipinti di bambini. Nel 1913 espose nel primo Herbstsalon tedesco (salone d'autunno tedesco).
Gli approcci e scopi dei membri del gruppo variavano da artista ad artista; tuttavia tutti cercavano di esprimere verità spirituali attraverso la loro arte. Credevano nella promozione dell'arte moderna e nella relazione tra arte visuale e musica, nelle associazioni spirituali e simboliche del colore e in uno spontaneo ed intuitivo approccio alla pittura. I membri del gruppo si interessarono all'arte medievale europea ed al primitivismo come pure al panorama artistico contemporaneo e non figurativo in Francia.
A seguito del loro incontro con le idee cubiste e radiantiste, mossero verso l'astrazione. Infine nel 1914 si sciolsero a causa dello scoppio della prima guerra mondiale allorché Kandinskij fece ritorno in Russia.
Un'ampia collezione di opere del gruppo Der Blaue Reiter è esposta alla Lenbachhaus a Monaco di Baviera, Germania.

## Almanacco
Concepito inizialmente nel mese di giugno 1911, Der Blaue Reiter Almanach venne pubblicato agli inizi del 1912, da Piper Verlag a Monaco di Baviera, in un'edizione di 1100 esemplari. L'11 maggio 1912 Franz Marc ricevette una prima stampa. Il volume venne curato da Kandinskij e Marc, mentre i suoi costi vennero presi a carico dall'industriale e collezionista d'arte Bernhard Koehler, un parente di Macke. L'Almanacco conteneva le riproduzioni di oltre 140 opere d'arte e 14 articoli principali. Era stato programmato anche un secondo volume, ma l'inizio della prima guerra mondiale ne impedì la preparazione. Nel 1914 venne invece stampata, sempre da Piper, una seconda edizione dell'originale.
Il contenuto dell'Almanacco include:
- il saggio Tesori Spirituali di Marc, illustrato con disegni, xilografie tedesche, pitture cinesi e una raffigurazione dell'opera di Pablo Picasso Donna con Mandolino;
- un articolo del critico francese Roger Allard sul Cubismo;
- un articolo di Arnold Schönberg sul rapporto musica-testo e una copia della sua canzone Herzgewächse;
- una copia della canzone di Alban Berg e Anton Webern;
- il saggio L'anarchia nella musica di Thomas de Hartmann
- un articolo su Prometeo, il poema del fuoco di Alexander Scriabin;
- un articolo di Erwin von Busse su Robert Delaunay, illustrata con una stampa del suo Le finestre sulla città;
- il saggio Maschere di Macke;
- il saggio La questione della forma di Kandinsky;
- l'opera Composizione scenica di Kandinsky;
- l'opera Il suono giallo di Kandinsky.

Le opere all'interno dell'Almanacco segnano un drammatico allontanarsi da un orientamento tradizionale ed eurocentrico. La selezione è stata dominata da gente primitiva, popolare e da bambini, con pezzi dal Pacifico del Sud e dall'Africa, disegni giapponesi, xilografie e sculture medievali tedesche, pupazzi egiziani, arte popolare russa e arte sacra bavarese dipinta su vetro. Le cinque opere di Van Gogh, Cézanne e Gauguin sono state surclassate dalle sette di Henri Rousseau e da tredici di bambini artisti.

## Esposizioni
Prima esposizione
Il 18 dicembre 1911 presso la Galleria Moderna di Thannhauser Heinrich a Monaco di Baviera viene allestita la "Prima esposizione del gruppo del Der Blaue Reiter" (Erste Ausstellung der Redaktion Der Blaue Reiter) aperta al pubblico nei primi giorni del 1912. Vengono esposte 43 opere di 14 artisti: i dipinti di Henri Rousseau, Albert Bloch, David Burljuk, Vladimir Burljuk, Heinrich Campendonk, Robert Delaunay, Elisabeth Epstein, Eugen von Kahler, Vasilij Kandinskij, August Macke, Franz Marc, Gabriele Münter, Jean Bloé Niestlé e Arnold Schönberg, oltre che un catalogo illustrato modificato.
Dal gennaio 1912 al luglio 1914, l'esposizione arrivò anche in Europa con sedi a Colonia, Berlino, Brema, L'Aia, Francoforte, Amburgo, Budapest, Oslo, Helsinki, Trondheim e Göteborg.
Seconda esposizione
Dal 12 febbraio al 2 aprile 1912 alla "New Art" Gallery di Hans Goltz (Neue Kunst Hans Goltz) di Monaco, si svolge la "Seconda esposizione del gruppo del Der Blaue Reiter" dove vengono mostrati lavori in "Bianco e Nero" (Zweite Ausstellung der Redaktion Der Blaue Reiter, Schwarz-Weiß).
Altre partecipazioni
Gli artisti del Der Blaue Reiter hanno partecipato anche:
- 1912 - Colonia: Sonderbund westdeutscher Kunstfreunde und Künstler
- 1913 - Berlino: Erster Deutscher Herbstsalon organizzato da Herwarth Walden e dalla galleria Der Sturm

## Problemi
Der Blaue Reiter condusse una breve esistenza dal 1911 al 1914, sciogliendosi principalmente a causa dello scoppio della prima guerra mondiale nel 1914. Franz Marc e August Macke furono infatti uccisi in combattimento, mentre Wassily Kandinsky e Marianne von Werefkin furono costretti a causa della loro cittadinanza a far ritorno in Russia. Anche Alexej von Jawlensky fu costretto alla fuga e, come alcuni altri artisti tedeschi, si rifugiò ad Ascona, in Svizzera, dove dipinse per alcuni anni prima di tornare nuovamente a Monaco alla fine della guerra. Ci furono anche delle divergenze di opinione all'interno del gruppo, che contribuirono a determinarne il rapido scioglimento.

## Membri
- Franz Marc
- Vasilij Kandinskij
- August Macke
- Paul Klee
- Gabriele Münter
- Alexej von Jawlensky
- Heinrich Campendonk
- Alfred Kubin
- Albert Bloch
- Marianne von Werefkin
- Arnold Schönberg
- Anton Webern